# Сейм виходить з берегів (фільм)
«Сейм виходить з берегів» — український радянський художній фільм 1962 року режисера Ісаака Шмарука за однойменною повістю Вілія Москальця. Стрічку створено на «Кіностудії імені Олександра Довженка». Прем'єра стрічки відбулась 23 липня 1962 року.

## Синопсис
У стрічці йдеться про життя Миколи Дончака (Микола Вінграновський), який через багато років повернувся в рідне село. Служив в армії, потім навчався, став механізатором. І потягнуло його в рідні краї.
У селі за час його відсутності багато чого змінилося. Подруга дитинства Софійка (Сільвія Сергейчикова) — вступила в шлюб, що виявився не дуже вдалим. Чоловік уже котрий рік носиться країною в гонитві за довгим карбованцем, а тут ще й свекруха. Софійка, зрозумівши, що кохає Миколу — йде від чоловіка до нього.
Голова колгоспу Терентій Буслай (Віктор Добровольський), який у роки війни став йому другим батьком, також змінися. Він принижує колгоспників, адмініструє, виправдовуючи свої незаконні дії величчю кінцевої мети. Такий же самодур Буслай і у своїй родині, де він ставить непереборні перешкоди між своїм сином Володею (Валерій Панарін) та його коханою Вірою (Світлана Кондратова).
Дончак починає боротьбу з хибними методами керівництва Буслая. Проте не так легко боротися з головою колгоспу, котрого цінують в республіці, їдуть вчитися. Але одного разу трапилася аварія, у якій загинув син Буслая Володя, заснув за кермом. Загибель сина змушує Буслая переглянути все життя, зрозуміти свої помилки.

## У ролях
| Актор                 | Роль            |
| --------------------- | --------------- |
| Микола Вінграновський | Дончак          |
| Сільвія Сергейчикова  | Софійка         |
| Віктор Добровольський | Терентій Буслай |
| В'ячеслав Воронін     | Генка           |
| Валерій Панарін       | Володя Буслаєв  |
| Світлана Кондратова   | Віра            |
| Петро Вескляров       | Чубар           |
| Семен Лихогоденко     | Петро           |
| Володимир Медведєв    | Кандиба         |
| Сергій Калінін        | сторож          |
| Софія Карамаш         | епізодична роль |
| Поліна Куманченко     | епізодична роль |
| Наталія Наум          | епізодична роль |

## Знімальна група
- Режисер-постановник: Ісаак Шмарук
- Режисер-асистент: Віктор Добровольський, Ігор Самборський
- Режисер монтажу: Тетяна Сивчикова
- Сценаристи: Євген Онопрієнко, Ігор Болгарин, Вілій Москалець
- Оператор-постановник: Микола Кульчицький
- Композитор: Олександр Білаш[6]
- Художники-постановники: Микола Рєзник